# Džemaludin Hadžiabdić
Džemaludin „Džemal“ Hadžiabdić (* 25. Juli 1953 in Mostar) ist ein ehemaliger bosnischer Fußballspieler und derzeitiger -trainer. In Katar und den Vereinigten Arabischen Emiraten wird er auch Jamal Haji genannt.
Hadžiabdić spielte von 1971 bis 1980 beim FK Velež Mostar und von 1980 bis 1983 bei Swansea City. Er stand 20 mal im Aufgebot der jugoslawischen Fußballnationalmannschaft.
Als Fußballtrainer betreute er die Mannschaften von Swansea City (als Development Officer, 1992), Al-Ittihad (1992–1999), Katar (1997 und 2000–2001), Al Ain Club  (2001–2002), Al-Wakrah SC (2003–2004), Al Shabab (2004–2005), Qatar Sports Club (2006), Al-Arabi (2007), Al-Ahli (2008), Al-Sailiya (2009–2010), Al-Fujairah SC (2012 sowie 2013–2014), al-Dhafra (2012) und East Riffa Club (2013). Im Juli 2015 übernahm er die Irakische Nationalmannschaft.